# Aphrodisia (série télévisée)
Pour les articles homonymes, voir Aphrodisie.
Aphrodisia ou Secrets de femmes est une série télévisée française érotique soft en 134 épisodes de 26 minutes. Elle a été diffusée du 18 mars 1995 au 15 mai 1997 sur M6 et rediffusée sur Paris Première et RTL9. Au Québec, elle a été diffusée sur Télévision Quatre-Saisons dans l'émission Bleu Nuit.

## Synopsis
Elles s'appellent Jade, Lucie, Jenna, Valérie... Cette série anthologique a pour postulat d'illustrer la vie sentimentale et sexuelle de jeunes femmes indépendantes et modernes d'horizons très divers, de Paris à Rome, en passant par Los Angeles jusqu'aux Antilles. Sur le ton de la confidence, elles nous livrent leur sensualité avec innocence, provocation et séduction.

## Fiche technique
- Titre : Aphrodisia
- Titre original : Secrets de femmes
- Musique : Shanice - I Care (générique)
- Sociétés de production : Isatae, M6 Métropole Télévision, Shoot Again
- Sociétés de distribution : AB3 (Belgique), M6 Droits Audiovisuels
- Pays d’origine :  France
- Langues : Français, anglais
- Format : Couleurs - 1,78:1 - DTS / Dolby Digital - 35 mm
- Genre : Anthologie, érotique, romance
- Durée : 26 minutes par épisode
- Public : Déconseillé aux moins de 16 ans (France)

 Sauf indication contraire, les informations mentionnées dans cette section peuvent être confirmées par la base de données cinématographiques IMDb,  présente dans la section « Liens externes ».

## Épisodes

### Première saison (1995)
1. Cybersex
2. Maureen, la petite voleuse d'images
3. Un voyage peut en cacher un autre
4. Excusez-moi
5. Elle
6. Jude
7. Une amie découverte
8. Vidéo-mateur
9. Téquila
10. Showroom
11. Je suis invisible
12. Valérie, une journée à Paris
13. Souvenirs d'une parisienne
14. Les Dames du hammam
15. La Chambre de la reine
16. Une visiteuse médicale
17. Avec ou sans philtre
18. La Guerre des principes
19. La Voyageuse
20. Mission sensation
21. Journal intime
22. New York Rage
23. Détective privé
24. Olga
25. Sœurs de chair
26. Une soirée pleine de frissons
27. Confession d'avril
28. Marcelle, championne de billard
29. L'Écrivain
30. Derrière le miroir
31. Siège
32. Salle d'attente
33. Un amour aveugle
34. La Folie des coucous
35. Les Soucis d'Annie
36. Rigoureusement professionnelle
37. La Productrice
38. Rêve de Jade
39. Gourmandes
40. Un amour de fantasme
41. Les Mots et la chose
42. Le Journal d'une voleuse
43. In da House
44. Au bout du tunnel
45. À domicile
46. L'Amant invisible
47. L'Aiguille magique
48. Bienvenue
49. L'Exposition
50. Soirée surprise
51. Voilée
52. Guet-apens de charme
53. Bal masqué
54. La Sirène du windsurf
55. Bouquet final
56. La Belle endormie
57. Dominatrix
58. L'Homme pressé
59. Quelqu'un qui vous veut du bien
60. Coup de fil
61. Passagers de la nuit
62. Le Choix de Maïlis
63. Le Coursier
64. Les Nuits de la diva
65. Caméra cachée
66. Chambre d'hôtel
67. La Lettre
68. La Veuve noire

### Deuxième saison (1996-1997)
1. Un pas vers le bonheur
2. Séparation
3. Vie privée
4. L'Essayage
5. Vente particulière
6. Julia par effraction
7. Brigitte, la fête
8. Cours particuliers
9. L'Histoire de Chantal
10. Le Dîner entre amis
11. L'Apprentie voyeuse
12. Des caresses révélatrices
13. Les voies du désir
14. Une envie d'Ambre
15. La surprise
16. Une femme
17. Nos secrets
18. De la nécessité de mentir
19. Cache-cache
20. Mon petit problème
21. Le casting
22. Marianne avocate
23. Le chat et la souris
24. Un si beau patient
25. Claire
26. Lucie la cabine d'essayage
27. Réparations en tout genre
28. Marie sous influence
29. Le grand jeu
30. La peinture à nue
31. Les tarots
32. Un homme de principes
33. La privée
34. Un peu de fantaisie
35. Points de vue
36. La tatouée
37. A, fille des îles
38. L'utile à l'agréable
39. Anne, du rêve à la réalité
40. Trois jours seule
41. Enquête au-dessus de tous soupçons
42. Zoé, la règle du jeu
43. Les flammes qui dansent
44. Une autre femme
45. Adèle parfum d'innocence
46. L'appartement
47. La mariée était si belle
48. Prête à tout
49. Seule à la maison
50. Les 1 001 pièces
51. Retour imprévu
52. Jeu dangereux
53. Les talents de Françoise
54. Arrêt de travail
55. Nadia, visite très spéciale
56. Inoubliable Cathy
57. L'amant de ma meilleure amie
58. Jeux de corps
59. Sophie, femme d'architecte
60. Violoncelliste
61. Sous marine
62. La dernière chance
63. Le week-end d'Amandine
64. Week-end